# Kassubisk vikke
Kassubisk vikke (Vicia cassubica) er en 30 - 60 cm lang krybende og klatrende urt, der i Danmark er sjælden i skove og krat.
| Portal | Portal:Botanik |